# Forza papà
Forza papà è stato un programma televisivo ibrido tra varietà e game show, andato in onda, di sabato su Canale 5 in prima serata, per undici puntate, dal 18 luglio al 26 settembre 1998. Si basa sul format giapponese della TBS Happy Family Plan (しあわせ家族計画?, Shiawase Kazoku Keikaku).
Trasmesso nello Studio 11 del CPTV Mediaset di Cologno Monzese, era condotto da Gerry Scotti mediante la collaborazione di Mara Venier (quest'ultima reduce dal flop dei suoi Una goccia nel mare e Ciao Mara), con la partecipazione di Bernie Di Maggio nel ruolo di inviato.

## Il programma

### Strutturazione
Forza papà era un family game show a cui partecipavano cinque famiglie. Però, come suggerisce il titolo, i protagonisti veri e propri del programma sono i papà, i quali avevano il compito di superare delle prove di abilità per ottenere dei premi in palio.

### Svolgimento
In ogni puntata Gerry Scotti, Mara Venier e Bernie Di Maggio, attraverso dei filmati (lo show in sè fu del tutto registrato), conoscevano separatamente e personalmente queste cinque famiglie partecipanti, visitandoli nelle loro abitazioni. Il trio, prima permetteva a tutti di scegliere vari tipi di premi tramite un catalogo (uno per ogni componente), poi faceva mostrare ed allenare in solitaria al papà la sua prova di abilità. Una volta in studio, i papà delle famiglie in questione cercarono di superare cotale prova: chi ci riusciva passava alla fase finale e si aggiudicava anche i premi scelti della sua famiglia, chi invece la falliva veniva eliminato e con la sua famiglia lasciava la trasmissione a mani vuote.
La fase finale di Forza papà consisteva ne Lo spirito d'osservazione, durante la quale Gerry e Mara recitavano in studio un divertente sketch in cui sono contenuti dei "dettagli" nascosti, che saranno dopo l'oggetto delle sei relative domande che i due conduttori stessi pongono ai papà finalisti. Scrivendoli sulle loro lavagnette, quello che ne individuava di più è il vincitore della puntata e per lui c'era in palio un super premio, ossia l'automobile: per guadagnarsela doveva scegliere una tra le acquisite chiavi che, secondo egli, era quella giusta per far mettere in moto una delle tre auto esposte in studio.